# 加爾米茨

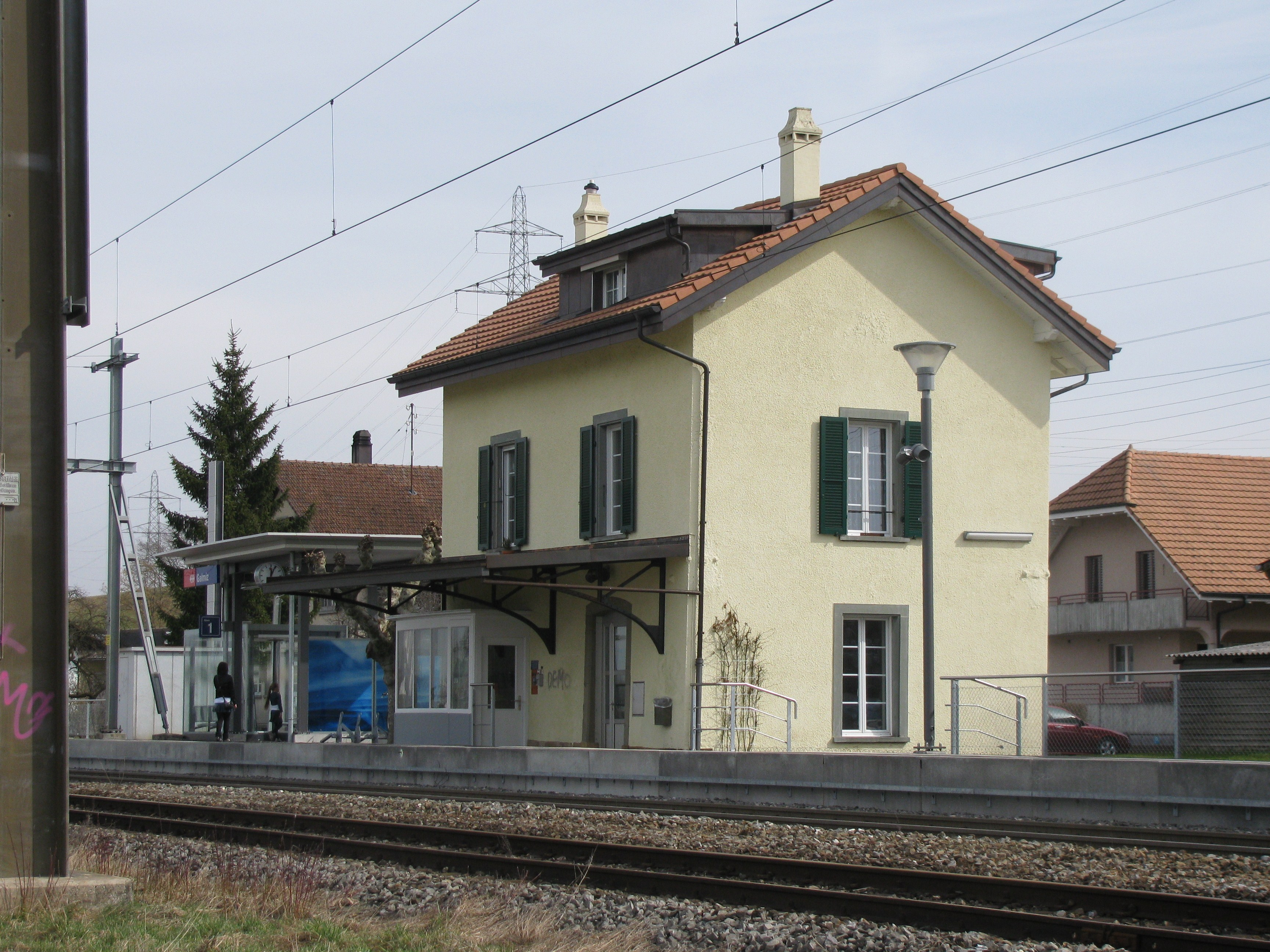

加爾米茨是瑞士的城鎮，位於該國西部，由弗里堡州負責管轄，面積9.06平方公里，海拔高度441米，2011年人口611，七成人口信奉基督教，人口密度每平方公里67人。

## 外部連結
- Official website（页面存档备份，存于） （德文）